# Straatnaamcontroverse
Een straatnaamcontroverse is een conflict over de naamgeving van openbare wegen zoals straten, stegen, pleinen, parken, kades en wegen.

## Theorie

### Oorzaken
Verschillende oorzaken kunnen een straatnaam omstreden maken:
- Een persoon, organisatie of gebeurtenis die ooit vereerd is met een straatnaam zou deze niet (meer) verdienen, bijvoorbeeld iemand die achteraf een misdadiger blijkt te zijn geweest[1]
- Een groep straatnamen (bijvoorbeeld in een wijk) zou niet representatief zijn voor de bevolking van de plaats, de regio of het land omdat bepaalde groepen oververtegenwoordigd en/of andere groepen ondervertegenwoordigd zijn, bijvoorbeeld wanneer er veel meer straten worden vernoemd naar mannen dan vrouwen[1][2]
- Een straatnaam zou niet in de gewenste taal/talen en/of de gewenste schrift(en)/alfabet(ten) zijn geschreven, bijvoorbeeld omdat de lokale bevolking deze taal of dit schrift (bijna) niet gebruikt[3]
- Een straatnaam zou te moeilijk te onthouden, uit te spreken of spellen zijn (wat problemen kan opleveren in gesproken communicatie) of te veel lijken op een andere straatnaam in dezelfde plaats, wat verwarrend zou kunnen zijn voor bijvoorbeeld een ambulance of postbode[1]
- Een geplande wijziging van een bestaande straatnaam stuit op verzet van bewoners en bedrijven, die bijvoorbeeld tijd en geld moeten investeren om adreswijzigingen door te geven aan al hun relevante contactpersonen[1]

In de eerste twee gevallen gaat de straatnaamcontroverse over de symbolische inhoud van de naam, in de laatste drie gevallen gaat het om de taalkundige vorm ervan (in het laatste geval omdat de nieuwe naam simpelweg anders is dan de huidige naam).

### Oplossingen
Met betrekking tot straatnaamcontroverses bestaat er een spectrum van opvattingen, variërend van radicale verandering tot volkomen behoud van de situatie. Deze kunnen ruwweg worden onderverdeeld in de volgende houdingen, die in de praktijk kunnen overlappen:
1. Volkomen behoud. Er is niets mis met de huidige straatna(a)m(en) en in de toekomst kan dezelfde naam of soortgelijke namen ook voor andere openbare wegen worden gebruikt. Zelfs als er iets mis mee zou zijn, dan zijn er wel belangrijkere problemen die voorrang verdienen.
2. Volgende keer beter. Aan de huidige straatna(a)m(en) moet niets worden veranderd, deze is/zijn al te veel onderdeel geworden van de plaats en een belangrijke verwijzing naar de geschiedenis, zelfs als er inmiddels (voor sommige mensen) negatieve connotaties aan kleven. Maar bij nieuw aan te leggen wegen moet er beter worden nagedacht over de naamgeving en mag er meer aandacht gaan naar ondervertegenwoordigde groepen en moet beter gecontroleerd worden of de persoon, organisatie of gebeurtenis op de lange termijn waarschijnlijk ook nog een ereplaats verdient.
3. (Re)contextualisering. Deze aanpak wordt vooral bepleit voor monumenten, maar kan ook voor straatnamen gelden: er wordt op een straatnaambord of ergens in de buurt (bijvoorbeeld een museum of wandelroute) een kritische gebalanceerde notitie gemaakt van zowel de positieve als negatieve kanten van de persoon, organisatie of gebeurtenis waarnaar de straat is vernoemd, zodat voorbijgangers zelf een oordeel kunnen vormen, of er wordt een speciale wandelroute met kritische kanttekeningen ontwikkeld.
4. Democratische consensus. Er wordt overlegd en eventueel gestemd over naamswijziging(en) in de gemeenteraad (of ander relevant volksvertegenwoordigend orgaan), een ad hoc-overleg tussen lokale belangengroepen en/of een peiling/referendum om te bepalen wat omwonenden ervan vinden en een besluit te nemen waar een meerderheid zich in kan vinden. Als deze niet gevonden kan worden, dan blijft de naam (voorlopig) behouden.
5. Radicale verandering. De straatnamen dienen zo snel mogelijk te veranderen en daarbij kunnen vandalisme en andere vormen van burgerlijke ongehoorzaamheid soms geoorloofd zijn om een punt te maken, de publieke opinie te beïnvloeden en de lokale politiek onder druk te zetten. Er is niet per se een meerderheid nodig voor een naamswijziging; het volstaat dat een significante groep burgers zich aan de straatnaam stoort en met hun belangen moet voldoende rekening worden gehouden.

## Praktijkvoorbeelden

### België
Taalstrijd

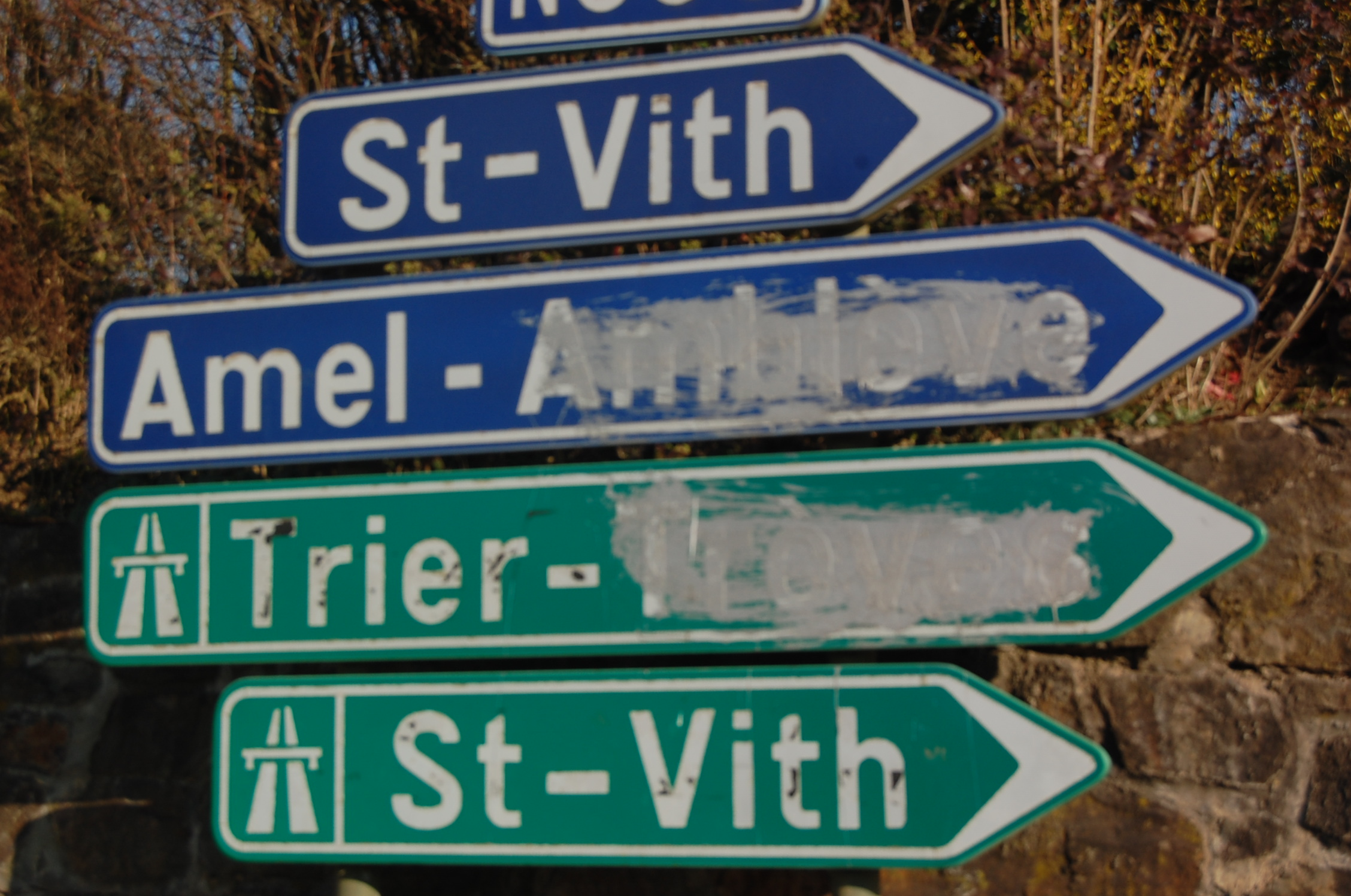
Franse namen beklad in het dorp Recht in de Duitstalige Gemeenschap

In het Brussels Hoofdstedelijk Gewest, de Oostkantons en de faciliteitengemeenten zijn zowel straatnamen als bewegwijzering officieel tweetalig. Taalactivisten van verschillende kanten zijn echter van mening dat in bepaalde gebieden deze eentalig zou moeten zijn ten gunste van hun eigen taal en de vreemde taal er 'niet thuishoort'. Het kan zelfs worden ervaren als een soort kolonisatie van het eigen taalgebied. Soms vandaliseren zij daarom straatnaamborden als wegwijzers om de ongewenste taal onleesbaar te maken. Dit kwam met name tijdens de taalstrijd in de Voerstreek tot uiting.
Anderen menen dat tweetaligheid van straatnamen goed is voor individueel begrip en onderlinge tolerantie en dat de ene naam niet per se 'beter' is dan de andere. Ze zijn geneigd om weerstand tegen meertalige borden af te wijzen als nodeloos vijandig en territoriaal gedrag ten opzichte van anderstaligen. De betekenis van de namen is uiteindelijk hetzelfde en is slechts anders gespeld of een rechtstreekse vertaling van hetzelfde woord.
Oorlogsverleden
- De Cyriel Verschaevestraat in Lanaken was vernoemd naar de katholieke priester Cyriel Verschaeve (1874–1949) die tijdens de Tweede Wereldoorlog openlijk collaboreerde met de nazi's en daarom in 1946 bij verstek ter dood veroordeeld werd. De gemeente liet de inwoners zelf een nieuwe naam kiezen; de meerderheid van de stemmen ging naar 'Anne Frankstraat'.[7]

### Duitsland
DDR-verleden
In de voormalige DDR (Oost-Duitsland) zijn er nog veel straatnamen die verwijzen naar de communistische periode.
- Zo zijn er 613 straten en pleinen vernoemd naar Ernst Thälmann, de leider van de Kommunistische Partei Deutschlands die in concentratiekamp Buchenwald door de nazi's is geëxecuteerd. Critici menen dat hij misschien wel een paar straatnamen verdient, maar dat deze overdaad aan vernoemingen een te grote communistische stempel op de publieke ruimte drukt.[7]
- Het metrostation Kaiserhof in Berlijn werd geopend in 1908, in 1950 hernoemd tot Thälmannplatz (naar het nabijgelegen plein dat tot 1949 Wilhelmplatz heette), in 1986 tot Otto-Grotewohl-Straße (naar Otto Grotewohl, minister-president van de DDR 1949–1960) en in 1992 Mohrenstraße. De Thälmannplatz werd in 1987 opgeheven en toegevoegd aan de Otto-Grotewohl-Straße, die sinds 1992 weer Wilhelmstraße heet.[7]

### Marokko
Frans-koloniaal versus Marokkaans-nationaal
Marokko heeft nog veel Franstalige straatnamen overgehouden uit de koloniale periode. Arabische nationalisten hebben de overheid onder druk gezet om deze te arabiseren en te vernoemen naar Marokkaanse nationale helden, maar Berberse activisten voelen zich hierbij gepasseerd en pleiten om hun taal en cultuur niet te vergeten in het dekolonisatieproces.
Berbers versus Palestijnse namen
In juli 2018 besloot de gemeenteraad van Agadir verschillende Berberse straatnamen te veranderen in namen van Palestijnse steden om solidariteit met de Palestijnse kwestie te betuigen. Hoewel sommige Berberse activisten solidariteit met Palestina een goede zaak vonden, zagen ze het besluit als een poging om de Berberse cultuur en geschiedenis uit te wissen. Andere activisten waren er volkomen tegen en zagen er zelfs geen enkel nut voor de Palestijnse zaak in, alleen een arabiserende aanval op de Berberse identiteit.
Arabisch schrift versus Tifinagh
In de Marokkaanse stad Agadir klaagde de overwegend Berbers-sprekende bevolking dat de straatborden bestemmingen alleen maar in het Arabisch met Arabisch schrift en in het Frans met Latijns schrift weergaven. Activisten van de Berberse taalemancipatiebeweging spraken van discriminatie en pleitten massaal voor de toevoeging van de Berberse taal met het Tifinagh schrift, hetgeen in augustus 2019 door het stadsbestuur werd goedgekeurd en ingevoerd.
Salafisten uit Golfstaten
In mei 2020 ontstond er een controverse rondom de vernoeming van straten naar salafistische extremisten uit de Golfstaten in de voorstad Témara van de Marokkaanse hoofdstad Rabat.

### Nederland
Gemeentelijke overheden kunnen regels opstellen om straatnaamgeving te reguleren. Deze streven naar herkenbaarheid, bruikbaarheid en persoonlijkheid.
Een bekende regel die alle Nederlandse gemeenten hanteren is dat een straat pas naar een persoon mag worden vernoemd nadat deze al een bepaald aantal jaren is overleden. Deze regel is ingesteld om te voorkomen dat de nog levende persoon toch nog een wandaad begaat waardoor hij of zij de eer van een straatnaam wellicht niet meer toe zou komen. Het Koninklijk Huis vormt hierop een uitzondering: al vanaf de geboorte van een nieuwe prins(es) kunnen er openbare wegen naar haar/hem worden vernoemd. Critici menen dat dit impliceert dat de Oranjes de rest van hun leven voorbeeldig zullen zijn, terwijl het, ondanks de gemiddeld hoge populariteit van de royals, ook maar feilbare mensen zijn die (grote) fouten kunnen maken en niet op voorhand al een ereplaats zou moeten worden toegekend.
Taalstrijd in Friesland

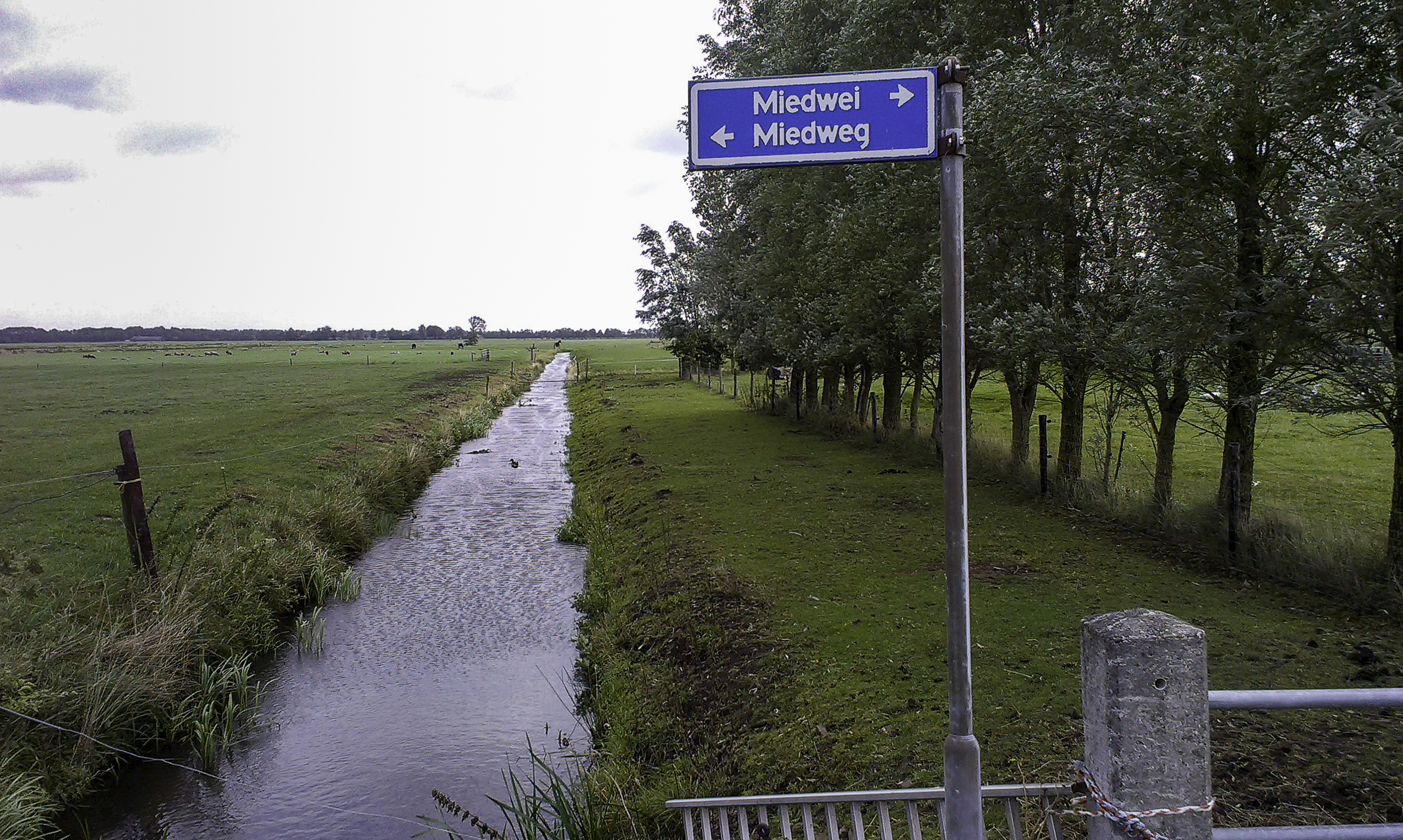
Scheiding tussen de Miedweg en Miedwei in Surhuizumer Mieden op de grens tussen respectievelijk Stroobos en Surhuizum

Pleitbezorgers van de Westerlauwers Friese taal, waaronder het provinciebestuur en verschillende politieke partijen sinds de jaren 1960, zijn van mening dat in heel de provincie Friesland (Friese en officiële naam: Fryslân) of althans de gebieden waar Friestaligen in de meerderheid zijn (buiten de grote steden, waar het sterk op het Nederlands lijkende Stadfries domineert) voorzien dienen te worden van Friestalige plaats- en straatnamen en bewegwijzering om de Friestalige cultuur te beschermen tegen ontfriezing. Tegenstanders van verfriezing stellen dat dit streven segregatie tussen Friestaligen en Nederlandstaligen in de hand werkt, tot nodeloze verwarring en kosten leidt of een bepaalde historische waarde verloren zou gaan. Anno 2011 zijn de meeste verkeersborden in Frieslands gemeenten tweetalig met de Nederlandse naam boven en de Friese naam eronder; een minderheid aan borden is eentalig Fries en sommige borden zijn eentalig Nederlands. In de praktijk geven borden overigens niet per se aan hoeveel Friestaligen er relatief in een gemeente wonen: Leeuwarden en Harlingen hebben bijvoorbeeld tweetalige borden, maar Friestaligen vormen er maar een kleine minderheid, terwijl in het grotendeels Friestalige Achtkarspelen alle straatnaamborden alleen in het Nederlands zijn geschreven.
Koloniaal verleden overzee
Een belangrijk deel van het publieke debat over straatnamen in Nederland betreft het koloniale verleden, met name de VOC en Nederlands-Indië. De koloniale straatnaamcontroverses focussen zich vaak op de personen Jan Pieterszoon Coen vanwege zijn rol in de Nederlandse verovering van de Banda-eilanden (met name de strijd om Lontor in 1621) en Jo van Heutsz vanwege zijn rol in de Atjehoorlog en de Expeditie naar Bali 1906 - 1908. Hierbij worden met name de Coentunnel en de Tweede Coentunnel in Amsterdam geviseerd door activisten.
- Verscheidene Nederlandse steden hebben een Jan Pieterszoon Coenstraat, waaronder Den Haag, Utrecht en Tilburg.[17] Amsterdam heeft een Coenhaven (sinds 1921), een Coentunnel (sinds 1966) en een Tweede Coentunnel (sinds 2013). Verschillende belangengroepen zoals De Grauwe Eeuw hebben de betreffende gemeenten gevraagd om deze namen te wijzigen, waarna de gemeenten aanvankelijk instemden met overleg. Toen De Grauwe Eeuw echter met acties dreigde om de naamswijzigingen af te dwingen, werd de samenwerking onmiddellijk stopgezet.[7] In juli 2020 bekladde actiegroep Helden van Nooit de straatnaamborden van de Jan Pieterszoon Coenstraat en de Van Heutszstraat in de Utrechtse wijk Lombok/Leidseweg met rode verf, symbool voor het bloed dat is vergoten door toedoen van deze en acht andere personen met straatnamen in deze wijk; de groep eiste dat deze tien straten 'gedekoloniseerd' werden. Er werd verdeeld gereageerd op de actie: de gemeente Utrecht deed aangifte van eigendomsvernieling en zei via een woordvoerder dat 'het belangrijk is dat de discussie plaatsvindt, maar de oplossing niet ligt in het aanpassen van straatnamen, maar in het vergroten van het bewustzijn.' Enkele buurtbewoners en gemeenteraadsleden oordeelden anders en meenden dat de straatnamen gewijzigd moesten of mochten worden als mensen er problemen mee hebben.[6]
- Enkele steden in Nederland hebben een Witte de Withstraat, waaronder Den Haag en Eindhoven. In die laatste plaats vroegen buurtbewoners en De Grauwe Eeuw in overleg met de gemeente om een naamswijziging omdat Witte de With een kaper was en een belangrijk aandeel had in de Nederlandse kolonisatie van Oost-Indië. Omdat in de wijk veel Turkse Nederlanders woonden, werd op verzoek van de bewoners de straatnaam veranderd naar Barbarosstraat, een verwijzing naar de Turkse admiraal Barbarossa Khair ad-Din (Turks: Barbaros Hayrettin). Omdat hij echter ook een kaper en slavenhandelaar was, was niet iedereen het ermee eens en ontstond er een nieuwe controverse. De Witte de Withstraat in Den Haag heeft ook voor ophef gezorgd, maar tot dusver is die straatnaam niet gewijzigd.[7]
- Vanaf 2018 maken diverse gemeenten zich hard voor meer diversiteit in hun straatbeeld door middel van het vernoemen van (nieuwe) straten naar dekoloniale verzetshelden, vrijheidsstrijders binnen het Nederlandse koloniale rijk. Klassieke voorbeelden daarvan zijn Boni, Tula en Anton de Kom, maar er zijn er zoveel meer. Dit zou de onbalans in het nationale geschiedenisverhaal ten minste enigszins corrigeren.[18]

Koude Oorlog
- In 1946 kregen drie straten in Amsterdam nieuwe namen als eerbetoon aan De Grote Drie leiders die nazi-Duitsland hadden verslagen: Franklin Delano Roosevelt ('Rooseveltlaan', was 'Zuider Amstellaan'), Winston Churchill ('Churchill-laan', was 'Noorder Amstellaan') en Jozef Stalin ('Stalinlaan', was 'Amstellaan'). Nadat Stalin was overleden in 1953 volgde de periode van destalinisatie: een breuk met de persoonsverheerlijking van Stalin en pogingen tot een minder autocratisch beleid in de Sovjet-Unie en de satellietstaten van het Warschaupact. Ook elders in Europa werd Stalin kritischer bekeken. Toen de Hongaarse Opstand, ook een gevolg van de destalinisatie, door de Sovjet-Unie bloedig werd neergeslagen op 4 november 1956, leidde dit tot grote verontwaardiging in het Westblok. Uit protest werd die volgende dag het bordje van de Stalinlaan door activisten verwijderd en door hen vervangen door '4 Novemberlaan'; op 14 november 1956 werd de straat officieel hernoemd tot 'Vrijheidslaan'.[7]

Anti-apartheid
In de jaren zestig en zeventig moesten vooral de Boerenleiders van Zuid-Afrika het ontgelden. Er was een toenemend publieke verontwaardiging over Apartheid.
- In 1978 leidde een actie tot naamsverandering van het Pretoriusplein in Amsterdam. Dit werd omgedoopt tot Steve Bikoplein.[19]

Seksueel misbruik binnen de Rooms-Katholieke Kerk
Soms worden straatnamen gewijzigd naar aanleiding van onthulling van gevallen van seksueel misbruik binnen de Rooms-Katholieke Kerk in Nederland (vanaf 2010).
- Pastoor Visser was van 1961 tot zijn dood in 1977 werkzaam in het overwegend katholieke dorp Vasse in de gemeente Tubbergen, waar hij na zijn dood werd geëerd met de Pastoor Visserstraat. In april 2010 kwamen echter verschillende mensen naar voren die zeiden slachtoffer van pastoor Visser te zijn geweest en het vermoeden uitten dat er wellicht tientallen slachtoffers waren in totaal. Volgens bewoners was het misbruik door Visser, of althans het vermoeden daarvan, al zo'n 25 tot 30 jaar bekend, maar bleef het een publiek geheim. Het onderzoek van oud-minister Wim Deetman van 2010 bevestigde uiteindelijk dat Visser meerdere jongens had misbruikt. Slachtoffers en bewoners wilden de straatnaam wijzigen[1][20] en stelden De Boomgaard voor. De gemeente koos voor De Schoolkolk.[21]
- Theo Holtslag werd in 1969 aangesteld tot pastor in Haarle. In dit van oudsher vrijwel geheel katholiek dorp in de gemeente Hellendoorn kende bijna iedereen Holtslag wel, die bekendstond als 'betrokken'. Na zijn dood in 1989 werd als eerbetoon de Holtslagweg naar hem vernoemd. Begin jaren 2010 werd burgemeester Anneke Raven echter benaderd door iemand die zei als minderjarige jongen door pastor Holtslag seksueel te zijn misbruikt. Het aartsbisdom Utrecht bevestigde het daderschap van Holtslag in een officiële brief.[22] Het is niet bekend of Holtslag nog andere slachtoffers heeft gemaakt. De voormalige parochie van de pastor is ingelicht over het seksueel misbruik en op 2 december 2014 informeerde de gemeente de bewoners van de Holtslagweg dat de straatnaam daarom in overleg met hen zou worden gewijzigd. Bewoners en oude bekenden van de pastor reageerden geschokt en zeiden dat ze er niet van wisten (één bewoner van de weg was zelf nog misdienaar bij Holtslag geweest); iedereen was het ermee eens dat de straatnaam gewijzigd moest worden. Loco-burgemeester Johan Coes lichtte toe: "Meestal is het een eerbetoon, een straatnaam vernoemen, en eh... ja, dat is nu niet meer aan de orde."[22][23] Gekozen werd voor Kappertskaamp.[24]

Man-vrouw verhouding
Anno 2020 verwees 85% van de Nederlandse straatnamen van personen naar mannen. De gemeente Utrecht had daarom besloten om alle straten in de nieuwe Heldinnenwijk te vernoemen naar vrouwen die actief waren in het Nederlands verzet in de Tweede Wereldoorlog, met als voorwaarde dat zij alleen geweldloze acties hebben gepleegd. In Putten werden in een nieuwbouwwijk 12 straten vernoemd naar Puttense vrouwen waarvan was geoordeeld dat ze iets bijzonder goeds hebben gedaan, zoals Trientje Timmer die tijdens de oorlog mensen hielp onderduiken.
Logistieke bezwaren
Het kan van levensbelang zijn dat een ambulance, brandweer- of politieauto meteen de juiste straatnaam krijgt te horen om daar in spoedgevallen zo snel mogelijk te zijn. Zo zou het in Amsterdam een vergissing met fatale gevolgen kunnen zijn als men door een leesfout of typfout de Kalverstraat en een hypothetische 'Klaverstraat' door elkaar zou halen. Ook postbodes, andere diensten en burgers zouden in de war kunnen raken. De straatnamen dienen daarom voldoende van elkaar te verschillen om waarschijnlijke misverstanden te kunnen voorkomen. In Maasbracht is er daadwerkelijk een Kalverstraat en een Klaverstraat, maar de afstand tussen de twee is slechts drie minuten rijden met de auto en wordt dus niet als een probleem gezien.
Economische bezwaren
Bedrijven aan de Noorderkade in Alkmaar kwamen in verzet toen de gemeente op 30 maart 2013 aankondigde ter ere van de troonsbestijging van Willem-Alexander hun straat per 30 april 2013 te willen hernoemen tot Koning Willem-Alexanderkade. Zij hadden namelijk veel geld geïnvesteerd in naamsbekendheid en contacten met het oude adres en wilden niet met de extra kosten van adreswijzigingen en het mogelijk verlies van klanten worden opgezadeld. De gemeente ging akkoord met de bezwaren en in plaats daarvan werd de Sportlaan hernoemd tot Koning Willem-Alexanderlaan.

### Oostenrijk
Nazi-verleden
Franz Langoth werd in het naoorlogse Oostenrijk een tijdlang gezien als een 'goede' nazi die geen verantwoordelijkheid droeg voor de excessen van het naziregime. In 1973 werd daarom een straat in zijn geboortestad Linz, waar hij in 1944–1945 burgemeester was, naar hem hernoemd tot Langothstraße. Desondanks heeft Langoth in zijn naoorlogse leven vastgehouden aan zijn nationaalsocialistische overtuiging en deze ook publiekelijk verdedigd. Uiteindelijk werd in 1986 de straatnaam daarom toch maar weer teruggedraaid naar de oorspronkelijke Kaisergasse.

### Spanje
Franco-tijdperk

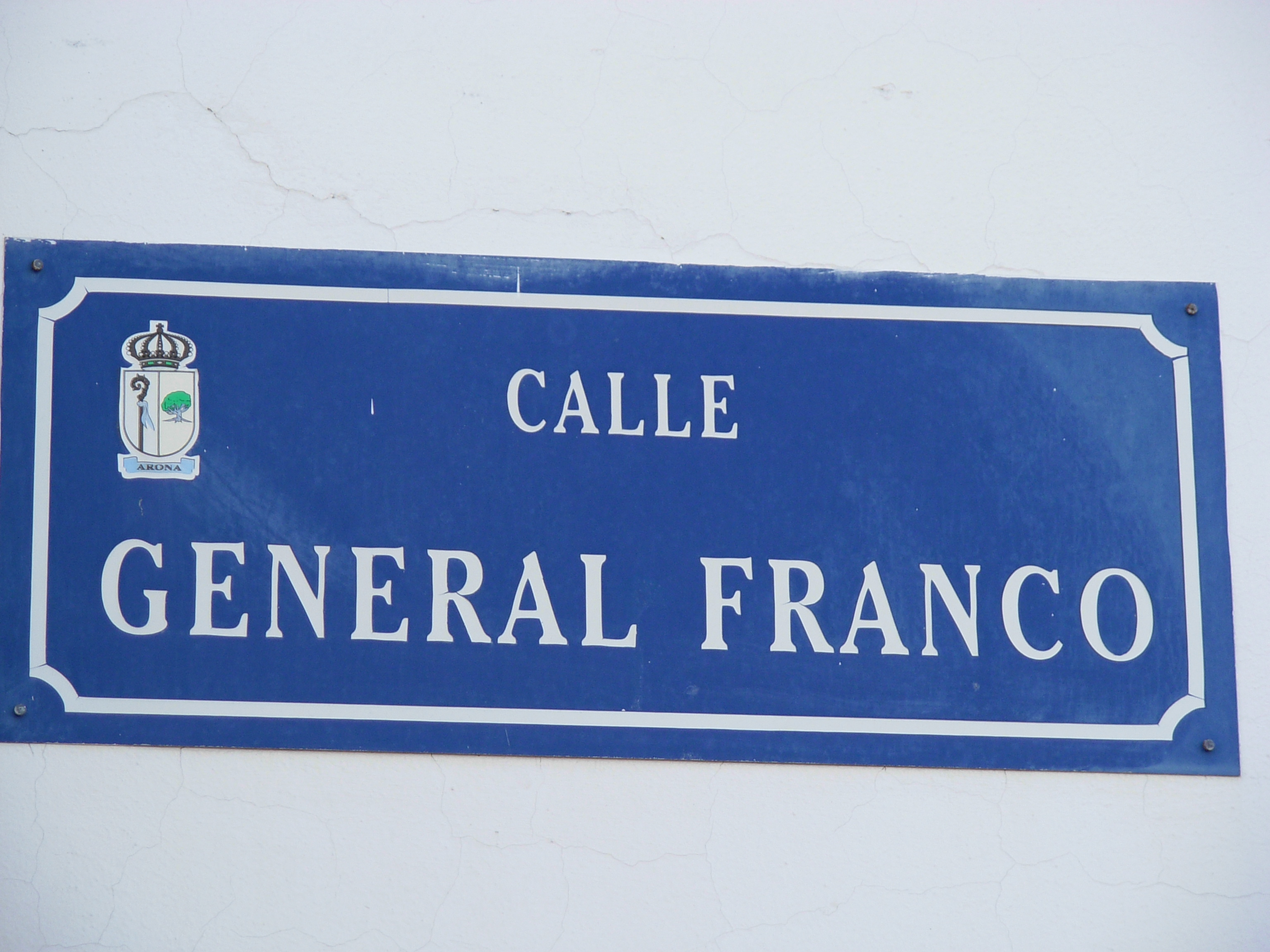
Een straat vernoemd naar Franco in Los Cristianos op Tenerife, maart 2007

De franquistische periode (1936–1975) blijft controversieel in het Spanje van de 21e eeuw. Het nationaalkatholieke regime heeft zijn sporen nagelaten in veel straat- en pleinnamen, hetgeen sommige Spanjaarden zo willen houden, terwijl anderen ernaar streven om ze uit te wissen. Op 31 oktober 2007 nam de socialistische regering-Zapatero I de Historische Herinneringswet aan. Als uitvloeisel hiervan werden alle straatnamen die naar generaal Francisco Franco verwezen gewijzigd. Straatnamen die naar zijn handlangers en zijn symbolen verwezen werden echter intact gelaten. De Madrileense burgemeester Manuela Carmena betoogde dat deze wetgeving nog niet ver genoeg was gegaan en kondigde in juni 2016 aan dat 30 namen van Franco's trawanten en associaties eveneens uit het straat- en pleinbeeld van de hoofdstad zouden verdwijnen. In 2017 keurde de gemeenteraad van Madrid het wijzigen van 52 straatnamen goed. Vier jaar later oordeelde het Hooggerechtshof van Spanje echter dat 2 van de namen gehandhaafd moesten blijven. De zaak was aangespannen door familieleden van soldaten uit de Blauwe divisie die tijdens de Tweede Wereldoorlog in Rusland zijn gevallen. Zij betoogden met succes dat de Historische Herinneringswet slechts betrekking heeft op de Spaanse Burgeroorlog, niet op de Blauwe divisie. De gemeenteraad besloot de beslissing niet aan te vechten, waardoor de andere 50 namen op de lijst wellicht ook niet gewijzigd werden.